# Elisa Mele
Elisa Mele (Brescia, 24 agosto 1996) è una calciatrice italiana, di ruolo centrocampista.
Cresciuta nel Brescia, giocando dalle giovanili alla prima squadra, nel 2017 decide di ritirarsi dal calcio giocato per un tempo di riflessione personale che la porterà poi a svolgere varie esperienze umane e a continuare gli studi . In carriera ha  vestito le maglie della nazionale italiana, nelle formazioni giovanili Under-17 e Under-19, nella sperimentale Under-23, approdando infine alla nazionale maggiore, venendo impiegata in due sole occasioni, ma distinguendosi per il suo talento e la sua tecnica. 
A partire dalla stagione 2023/24, ha fatto il suo ritorno, per un breve periodo, nel mondo del calcio, vestendo la maglia del 3Team Brescia Calcio Femminile nella quale ha disputato solo una stagione ma nella quale è spiccata per il suo talento rimasto inviolato. 

## Carriera

### Club
Elisa Mele cresce calcisticamente presso l'oratorio Santa Maria della Vittoria a Brescia dove inizia a giocare all'età di sei anni appena compiuti, per poi passare, all'etá di undici anni, nelle giovanili del Brescia, dove è inserita dapprima nella categoria Esordienti, successivamente nelle Giovanissime e a seguire nella formazione che partecipa al Campionato Primavera, vestendo per diverse volte la fascia da capitano.
Le prestazioni offerte nelle competizioni giovanili convincono la società a inserirla in rosa nella formazione titolare come riserva del reparto di centrocampo dalla stagione 2012-2013. Mele fa il suo debutto in Serie A l'8 dicembre 2012, in occasione della 12ª giornata di campionato, nella partita vinta dal Brescia sulla Fortitudo Mozzecane per 4-1, sostituzione tecnica al 90' di Daniela Sabatino. Per giocare un vero scampolo di partita dovrà attendere la sua terza presenza, alla 18ª di campionato del 26 gennaio 2013, rilevando al 50' Valentina Boni quando già il risultato era fissato sul 3-0 per le rondinelle sulle avversarie della Lazio. Mele finisce il campionato con un tabellino di 4 presenze, che resteranno tali per la scelta della società di impiegarla esclusivamente nei campionati giovanili fino alla stagione 2015-2016. In questo periodo, dopo aver passato una stagione da grande protagonista segnando anche reti importanti, condivide con le compagne la conquista del secondo scudetto, della terza Coppa Italia, delle due Supercoppe conquistate dalla società. Ha giocato in UEFA Women's Champions League 2015-2016, dove è stata schierata titolare negli ottavi di finale contro le successive finaliste del Wolfsburg. Diventa una pedina della rosa di Milena Bertolini che la schiererà da titolare per tutta la stagione successiva.
Al termine della stagione 2016-2017, a soli 21 anni, annuncia il suo ritiro dal calcio giocato per dedicarsi allo studio e al volontariato con un tabellino personale di 44 presenze, delle quali 31 con 4 reti in campionato.
A partire dalla stagione 2023-2024, ha fatto il suo ritorno nel mondo del calcio, vestendo la maglia del 3Team Brescia Calcio Femminile.

### Nazionale
Dopo aver collezionato molte presenze nelle nazionali giovanili, dalla Nazionale U17, partecipando al campionato europeo in Irlanda del Nord, passando per la Nazionale U19 per arrivare alla Nazionale U23, grazie alle prestazioni offerte nel girone di ritorno del campionato 2015-2016, Elisa Mele è stata convocata da Antonio Cabrini per il raduno in preparazione della sfida alla Georgia, valida per le qualificazioni al Campionato europeo femminile di calcio 2017. Nel novembre 2016 viene nuovamente convocata da Antonio Cabrini nella nazionale maggiore in occasione del "Torneo Internazionale Manaus 2016", in Brasile, in programma dal 7 al 18 dicembre 2016, nel quale ha fatto il suo esordio nella partita contro la Costa Rica, venendo poi impiegata nella finale del Torneo contro il Brasile.

## Statistiche

### Cronologia presenze e reti in nazionale
| Cronologia completa delle presenze e delle reti in nazionale ― Italia | Cronologia completa delle presenze e delle reti in nazionale ― Italia | Cronologia completa delle presenze e delle reti in nazionale ― Italia | Cronologia completa delle presenze e delle reti in nazionale ― Italia | Cronologia completa delle presenze e delle reti in nazionale ― Italia | Cronologia completa delle presenze e delle reti in nazionale ― Italia | Cronologia completa delle presenze e delle reti in nazionale ― Italia | Cronologia completa delle presenze e delle reti in nazionale ― Italia |
| Data                                                                  | Città                                                                 | In casa                                                               | Risultato                                                             | Ospiti                                                                | Competizione                                                          | Reti                                                                  | Note                                                                  |
| --------------------------------------------------------------------- | --------------------------------------------------------------------- | --------------------------------------------------------------------- | --------------------------------------------------------------------- | --------------------------------------------------------------------- | --------------------------------------------------------------------- | --------------------------------------------------------------------- | --------------------------------------------------------------------- |
| 11-12-2016                                                            | Manaus                                                                | Italia                                                                | 3 – 0                                                                 | Costa Rica                                                            | Torneio Internacional 2016                                            | -                                                                     | 46’                                                                   |
| 18-12-2016                                                            | Manaus                                                                | Brasile                                                               | 5 – 3                                                                 | Italia                                                                | Torneio Internacional 2016 - Finale                                   | -                                                                     | 64’                                                                   |
| Totale                                                                |                                                                       | Presenze                                                              | 2                                                                     |                                                                       | Reti                                                                  | 0                                                                     |                                                                       |

## Palmarès
- Campionato italiano: 1

2015-2016
- Coppa Italia: 1

Brescia: 2015-2016
- Supercoppa italiana: 2

Brescia: 2015, 2016